# Statul Anambra
Anambra este un stat  în Nigeria. Reședința sa este orașul Awka.